# سو (ديناصور)
سو هو لقب أطلق على النموذج FMNH PR 2081، وهو أكبر وأفضل نماذج التيرانوصور ركس انحفاظا التي عثر عليها على الإطلاق، حيث تمت استعادة 90% من حجمه. اكتُشف في أغسطس 1990 بواسطة عالمة الحفريات سو هندريكسون وسُمي باسمها. بعد تسوية نزاع حول الملكية تم بيع المستحاثة في مزاد سنة 1997 بمبلغ 8.3 مليون دولار أمريكي  وهو أكبر مبلغ على الإطلاق دُفِع من أجل مستحاثة ديناصور، وهو الآن معروض في المتحف الميداني للتاريخ الطبيعي بشيكاغو إلينوي.